# Französischer Nationalfriedhof Notre-Dame-de-Lorette

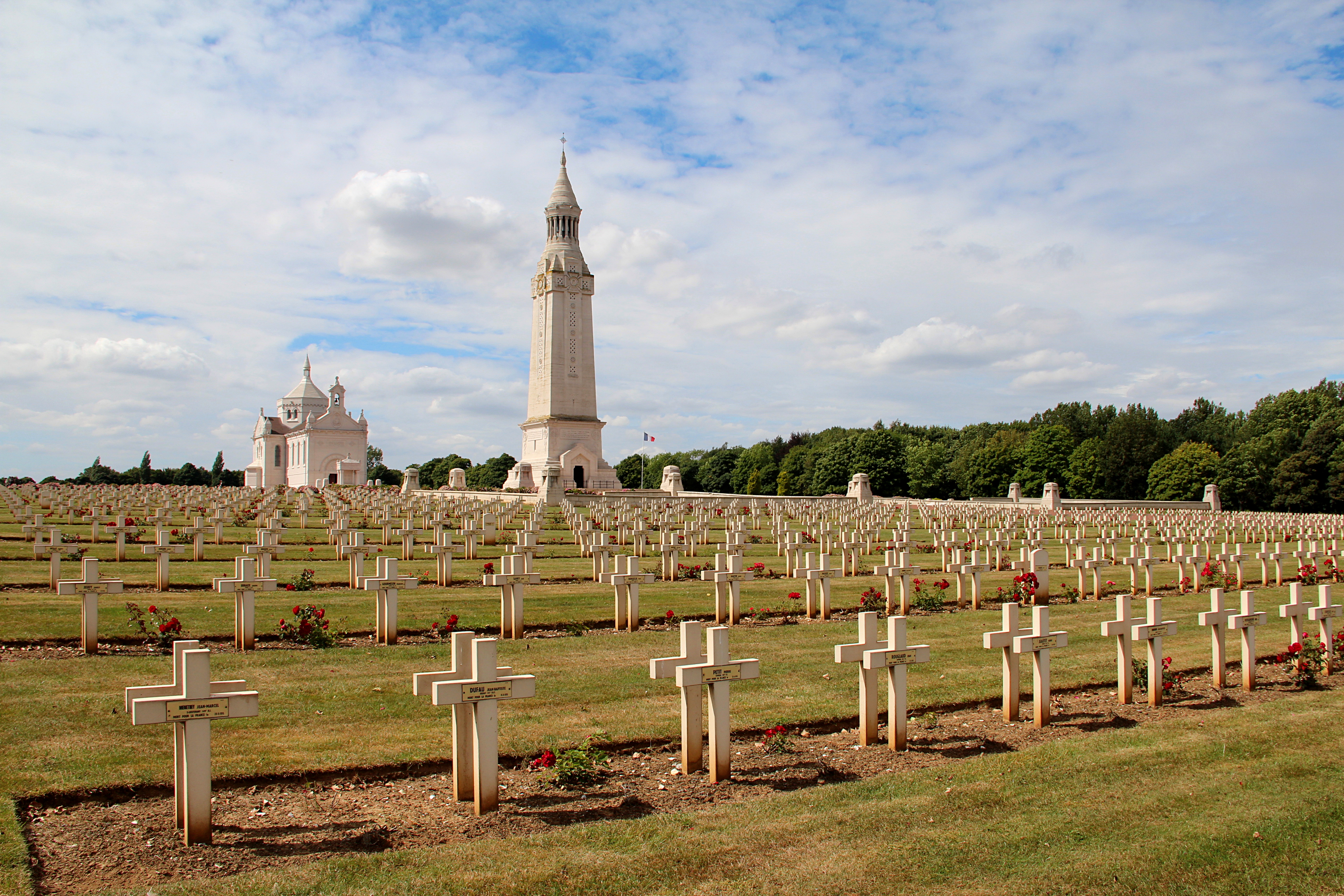
Blick auf die Gesamtanlage

Der Französische Nationalfriedhof Notre-Dame-de-Lorette (französisch Nécropole nationale de Notre-Dame-de-Lorette) in der Gemeinde Ablain-Saint-Nazaire im Département Pas-de-Calais ist ein französischer Soldatenfriedhof und einer von neun 2014 vom französischen Verteidigungsministerium zu „hohen nationalen Erinnerungsorten“ (französisch: hauts lieux de la mémoire nationale) erklärten Gedenkstätten. Auf ihm sind auf einer Fläche von 27 Hektar über 43.000 französische Gefallene des Ersten Weltkriegs bestattet, davon rund 20.000 in Einzelgräbern und 23.000 in acht Beinhäusern.

## Geschichte

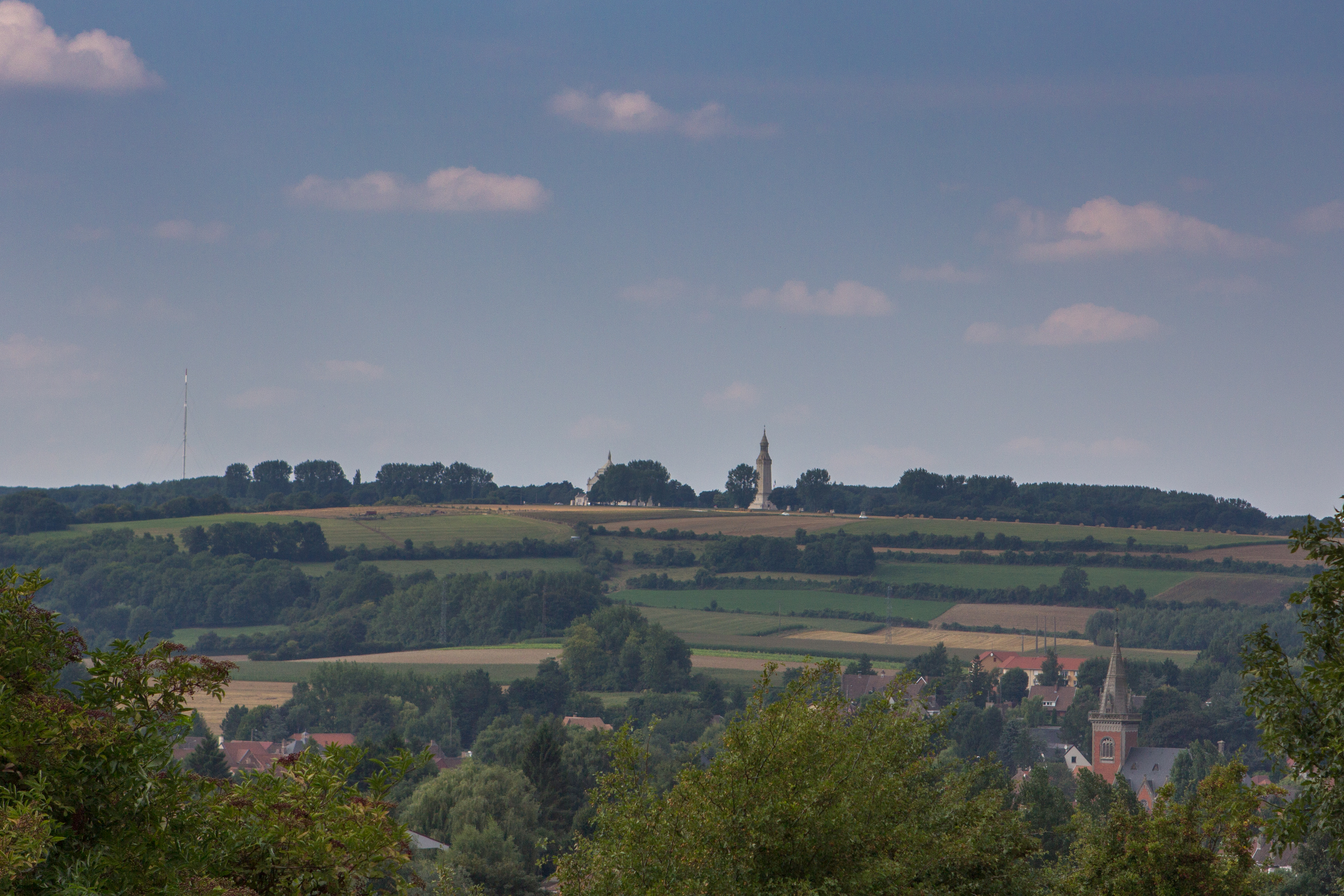
Lorettohöhen mit dem Nationalfriedhof von den Höhen östlich Souchez aus gesehen

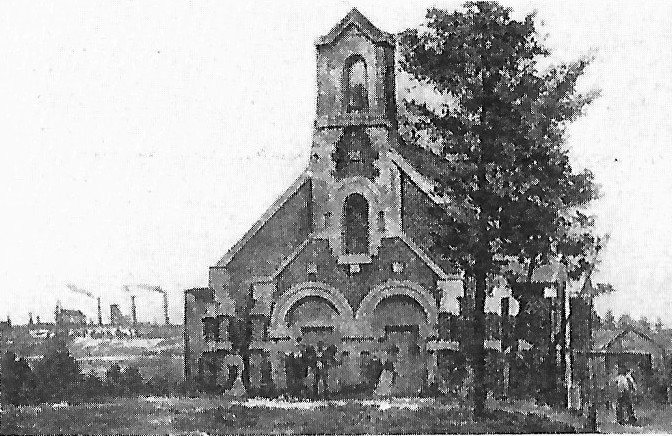
Die Lorettokapelle während des Krieges (Herbst 1914)

Von 1914 bis 1918 verlief zwischen Arras und Lens ein Teil der Westfront, an dem mehrere große Schlachten mit französischer Beteiligung stattfanden. Die ersten Kämpfe fanden im Herbst 1914, während des „Wettlaufs zum Meer“, statt. 1915 folgten zwei großangelegte französische Offensiven, die im Deutschen als Lorettoschlacht oder Frühjahrsschlacht bei La Bassée und Arras und als Herbstschlacht bei La Bassée und Arras bekannt sind. Die „Lorettoschlacht“ wurde nach den „Lorettohöhen“ (auch Höhe 165) benannt, nach der Kapelle „Notre Dame de Lorette“, die ursprünglich im 18. Jahrhundert in Erinnerung an eine Wallfahrt nach Loreto (Italien) hier von einem Ortsansässigen errichtet worden war. Es wird geschätzt, dass in den Kämpfen in diesem Gebiet von Oktober 1914 bis Oktober 1915 allein 100.000 französische Soldaten gefallen sind. Die Anhöhe mit der Kapelle wurde bei den Kämpfen völlig verwüstet.
Nach dem Krieg entschied die französische Regierung, auf der Lorettohöhe eine nécropole nationale anzulegen, die den Namen Notre-Dame de Lorette erhielt. Der ursprünglich 1915 angelegte Soldatenfriedhof wurde dazu erweitert und sterbliche Überreste von Soldaten von mehr als 150 Friedhöfen aus dem gesamten nördlichen Kampfgebiet vom Artois und Flandern bis zur belgischen Küste hierher umgebettet.
Der Architekt Louis Marie Cordonnier wurde von einem 1920 gegründeten Komitee, dem unter anderem der Bischof von Arras Eugène Julien, der Politiker Charles Jonnart, der Ingenieur Paul Louis Weiss und der General Paul Maistre angehörten, beauftragt, eine Basilika und einen Laternenturm für die Gedenkstätte zu entwerfen. Den symbolischen Grundstein für den Laternenturm legte Marschall Philippe Pétain am 19. Juni 1921, mit dem Bau der Basilika im neobyzantinischen Stil wurde 1923 begonnen, der Rohbau wurde vier Jahre später fertiggestellt. Die Einweihung der Anlage durch Ministerpräsident Paul Painlevé fand im August 1925 statt.

## Gestaltung

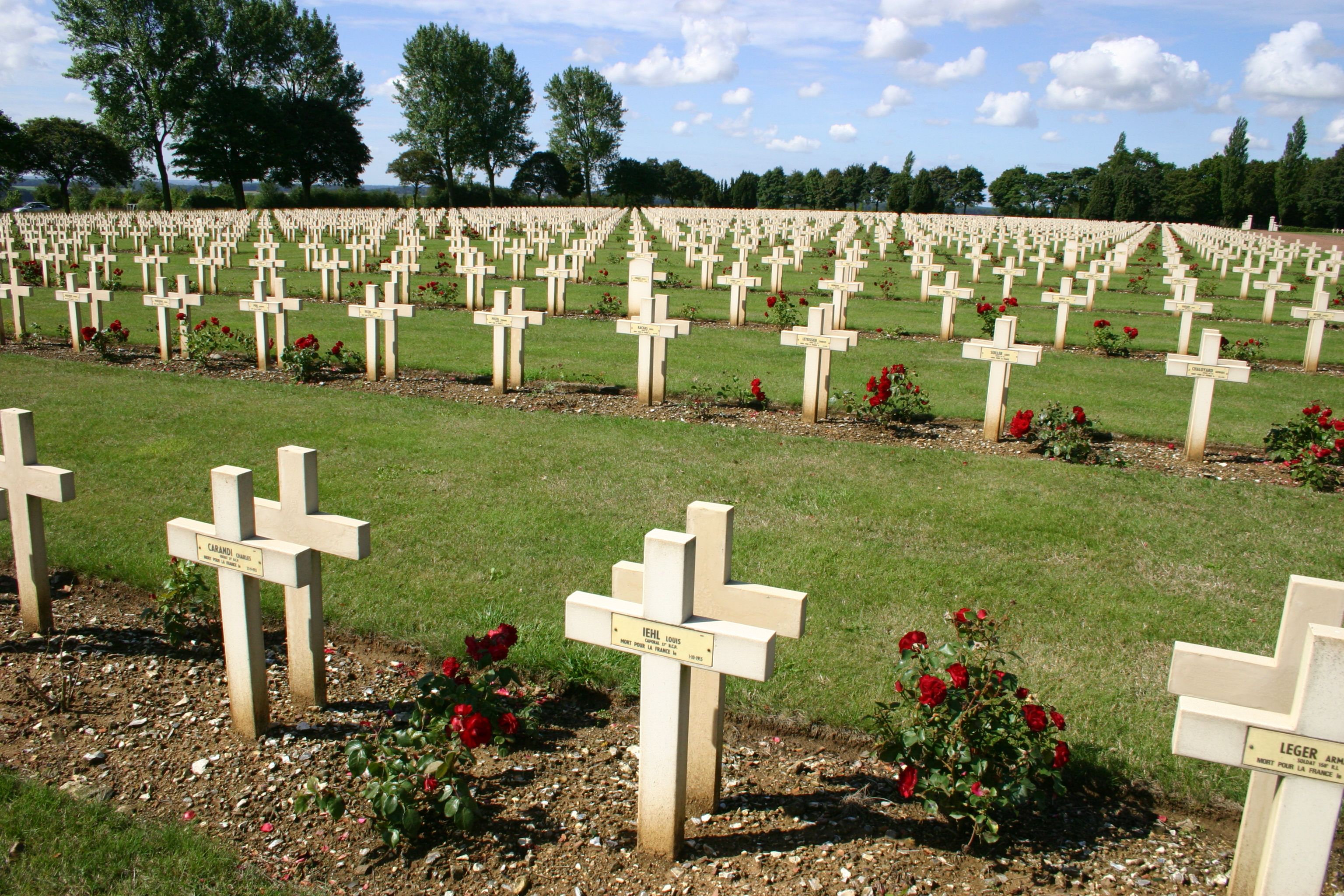
Gräberreihen

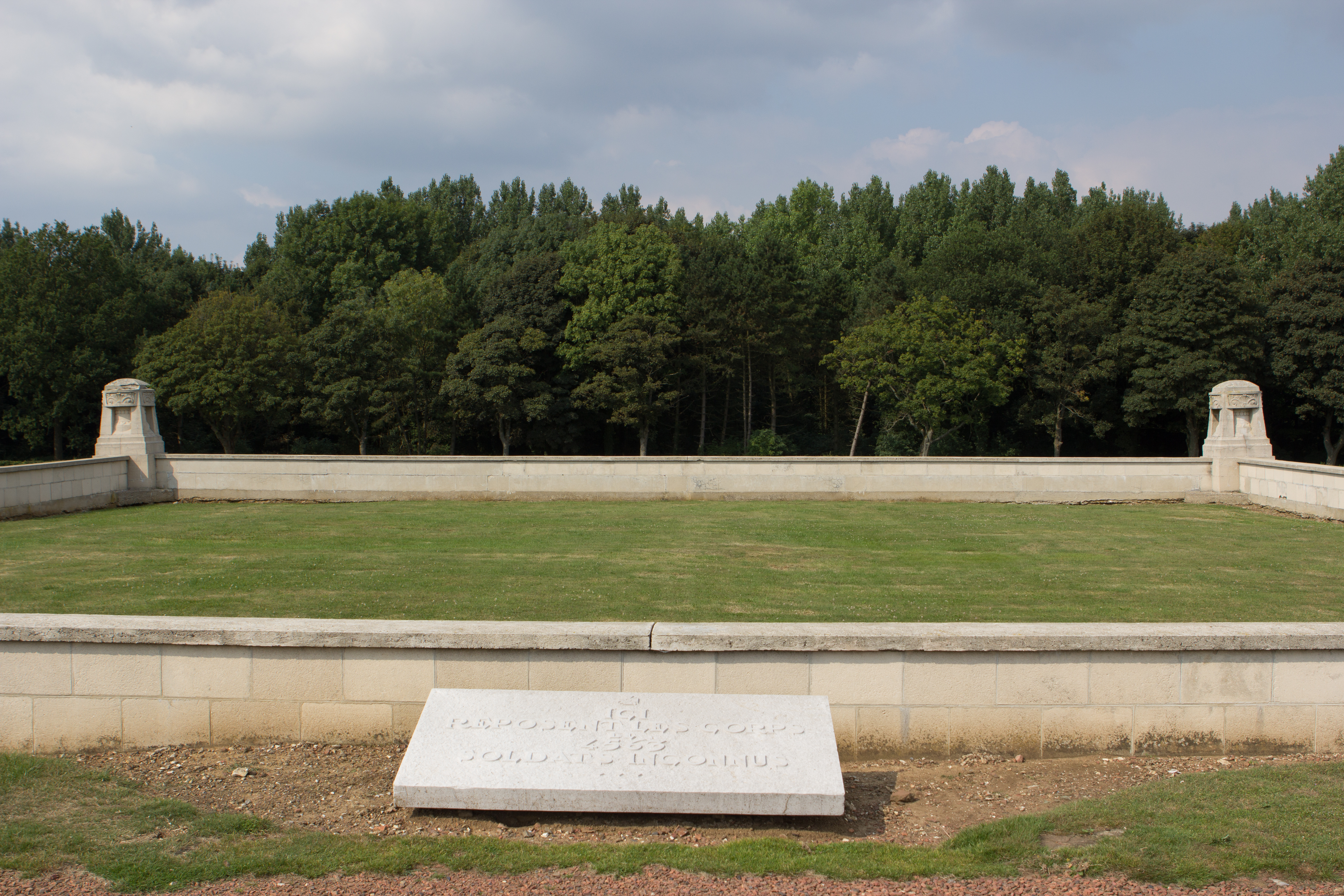
Eines der Beinhäuser

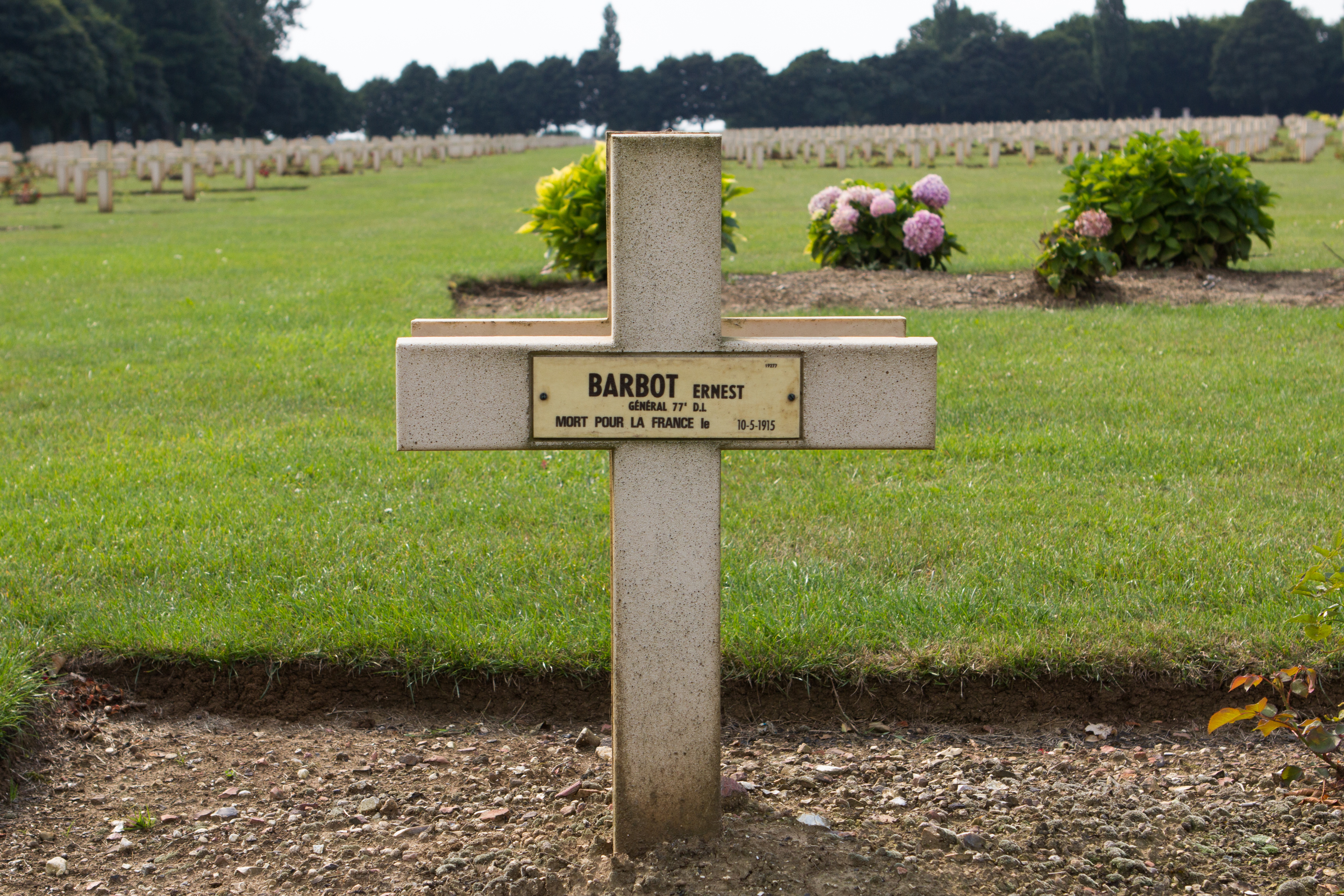
Grab des Generals Barbot, gefallen am 10. Mai 1915 (2. Tag der Lorettoschlacht)

Die von einem Rundweg umgebene rechteckige Anlage erstreckt sich in Ost-West-Richtung auf der Anhöhe wenige hundert Meter nördlich von Ablain-Saint-Nazaire. Das Gräberfeld misst 645 mal 200 Meter, der zentrale Platz wird von dem Laternenturm und der Basilika eingenommen. Am Westende des Friedhofs liegen die Beinhäuser 1–5, östlich des Laternenturms die Beinhäuser 3 bis und 4 bis. Das achte Beinhaus ist die Krypta unter dem Laternenturm.
Die ursprünglichen Holzkreuze der Einzelgräber wurden in den 1930er Jahren durch Zementkreuze ersetzt. Ein muslimischer Bereich umfasst über 550 Einzelgräber. Es existieren etwa 60 Einzelgräber für russische Gefallene sowie einzelne Gräber für Gefallene anderer verbündeter Nationen im Ersten Weltkrieg.
Die Totenleuchte an der Spitze des 52 Meter hohen Laternenturms dreht sich mit fünf Umdrehungen pro Minute und ist bei Dunkelheit weithin sichtbar. In der Krypta befinden sich Gräber für den unbekannten Soldaten des Zweiten Weltkriegs (seit 1950), Urnen mit der Asche während des Zweiten Weltkriegs deportierter Franzosen (seit 1955) sowie Gräber der unbekannten Soldaten des Algerienkriegs (seit 1977) und des Indochinakriegs (seit 1980).
Im südlichen Eingangsbereich der Anlage befindet sich das am 11. November 2014 (Waffenstillstandstag) eingeweihte Internationale Gefallenenmahnmal („Ring der Erinnerung“) mit den eingravierten Namen von knapp 580.000 in der Region Nord-Pas-de-Calais gefallenen Soldaten aller beteiligten Nationen. Nordwestlich des Friedhofs befindet sich ein täglich geöffnetes Museum und ein etwa drei Hektar großes Stück des erhaltenen Schlachtfeldes. Ein weiteres Museum befindet sich im nahegelegenen Souchez.

## UNESCO-Weltkulturerbe
Als Grab- und Gedenkstätte des Ersten Weltkriegs gehört der „Nationalfriedhof Notre-Dame-de-Lorette“ seit 2023 zum UNESCO-Welterbe in Frankreich.

## Tour de France
Im Jahr 2025 wurde im Rahmen der 1. Etappe die erste Bergwertung der 112. Austragung der Tour de France neben dem Friedhof abgenommen. Die Fahrer absolvierten dabei die 1000 Meter lange Rue de la Blanche Voie, die im Schnitt mit 7,6 % anstieg. Der 165 Meter hohe Anstieg trug den Namen Côte de Notre-Dame-de-Lorette und wurde als Bergwertung der 4. Kategorie klassifiziert. Die Bergwertung ging an den Franzosen Benjamin Thomas.